# نبرد غزنی (۱۱۴۸)
نبرد غزنی نبرد غزنی در سال ۱۱۴۸ بین ارتش غوریان به رهبری سیف‌الدین سوری و ارتش سلطان بهرام شاه از غزنی درگرفت. حاکم غوریان بهرام شاه را شکست داد و شهر را تصرف کرد و بهرام شاه به هند گریخت. مع‌الوصف، بهرام‌شاه در سال بعد بازگشت و سیف الدین سوری را شکست داد و غزنی را باز پس گرفت.